# هوغو فون بلومبرغ
هوغو فون بلومبرغ (بالألمانية: Hugo von Blomberg)‏ هو رسام وشاعر ألماني، ولد في 26 سبتمبر 1820 في برلين في ألمانيا، وتوفي في 17 يونيو 1871 في فايمار في ألمانيا.